# Gościszów (Nowogrodziec)
Gościszów (deutsch: Giessmannsdorf) ist ein Dorf in Polen in der Woiwodschaft Niederschlesien. Es liegt im  Powiat Bolesławiecki (Kreis Bunzlau) und gehört zur Stadt- und Landgemeinde Nowogrodziec (Naumburg).

## Geografie
Gościszów ist ein etwa 6 km langes Waldhufendorf im Isergebirgsvorland, im nordwestlichen Teil der Region Niecka Lwówecka (Lwówek-Becken), an den Flüssen Gościszowski Potok und Iwnica, auf einer Höhe von etwa 220–250 m über dem Meeresspiegel.

## Sehenswürdigkeiten
Denkmalgeschützte Bauten sind:
- Katholische Pfarrkirche Muttergottes von Tschenstochau (kościół pw. Matki Boskiej Częstochowskie), eine romanische Saalkirche vom zweiten Viertel des 13. Jahrhunderts. Im Inneren gibt es einen Renaissance-Hauptaltar mit Flachreliefs, eine Renaissance-Kanzel sowie zahlreiche Grabsteintafeln der Familie von Warnsdorf.[1]

- Ruine eines Wasserschlosses (Ruina zamku), das mittelalterliche Schloss wurde 1541–1634 zu einem Renaissance-Wasserschloss umgebaut, es brannte 1945 ab.[2]

- Wirtschaftshof mit Torgebäude das als Speicher dient von 1605 mit dem Wappen der Familien von Warnsdorf und von Zedlitz und einem sogenannten Kavaliershaus[3] im Norden

- Park von 1860 im Westen

- Haus Nr. 200 aus dem 18./19. Jahrhundert.

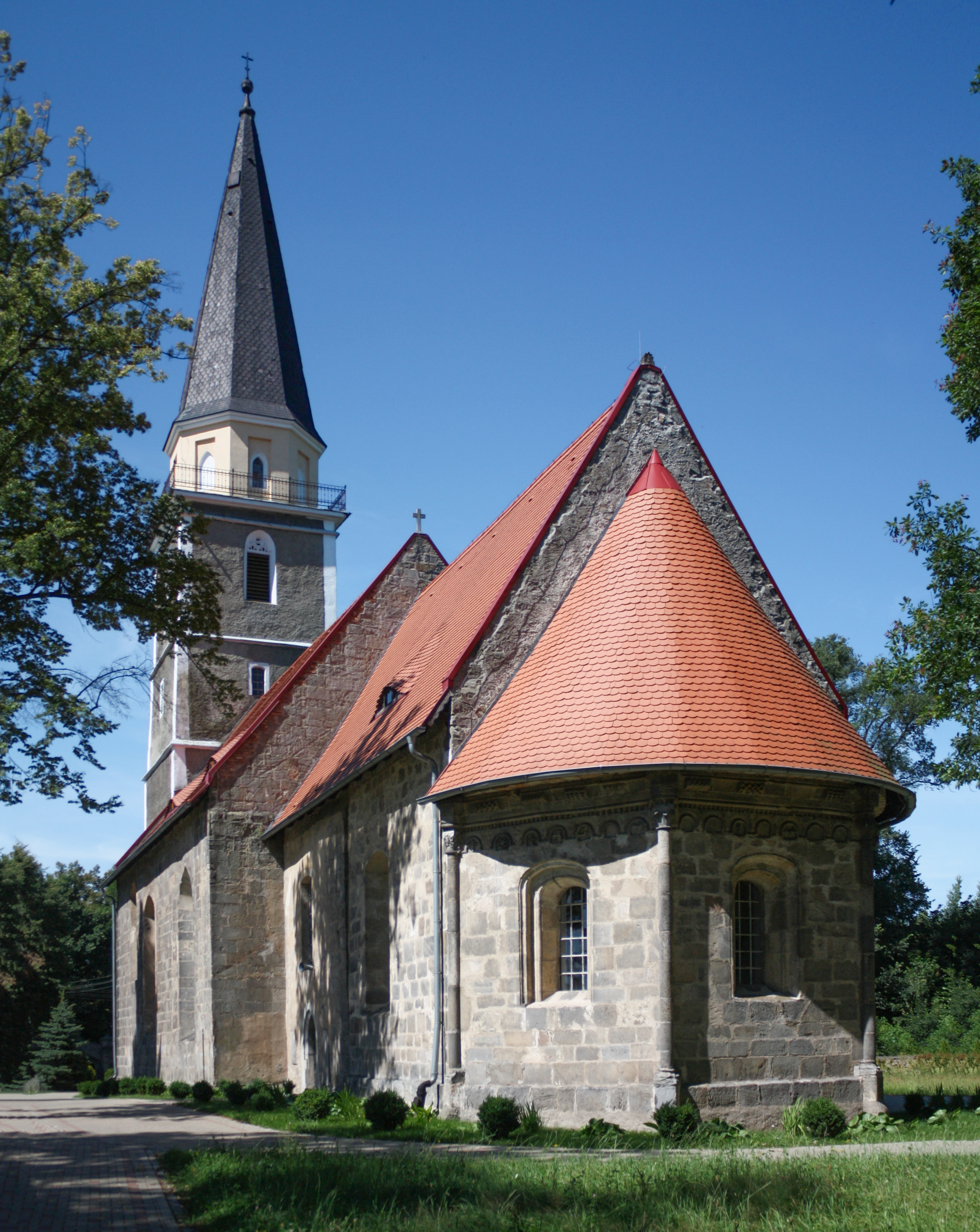
Kirche Muttergottes von Tschenstochau
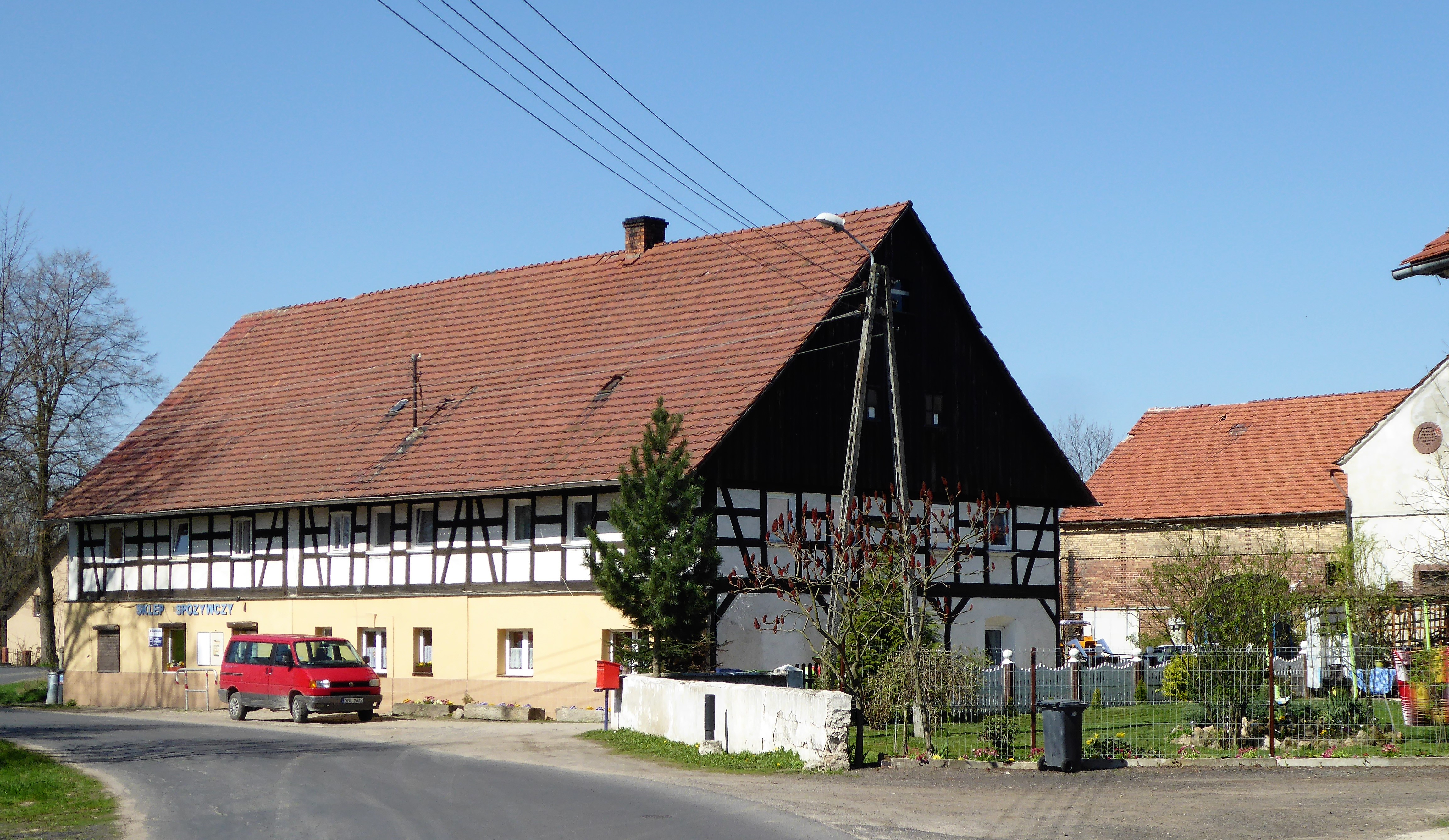
Umgebindehaus
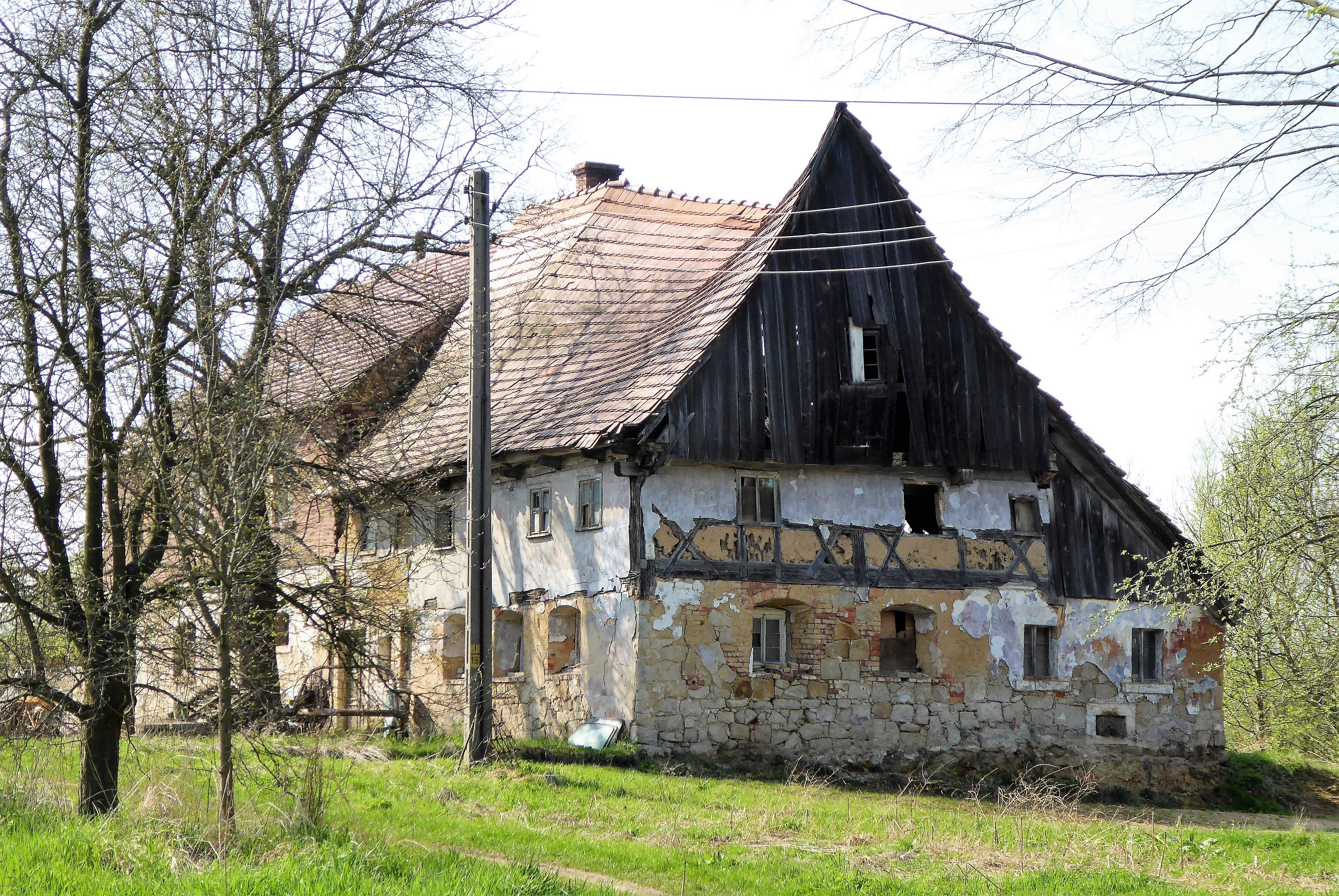
Umgebindehaus
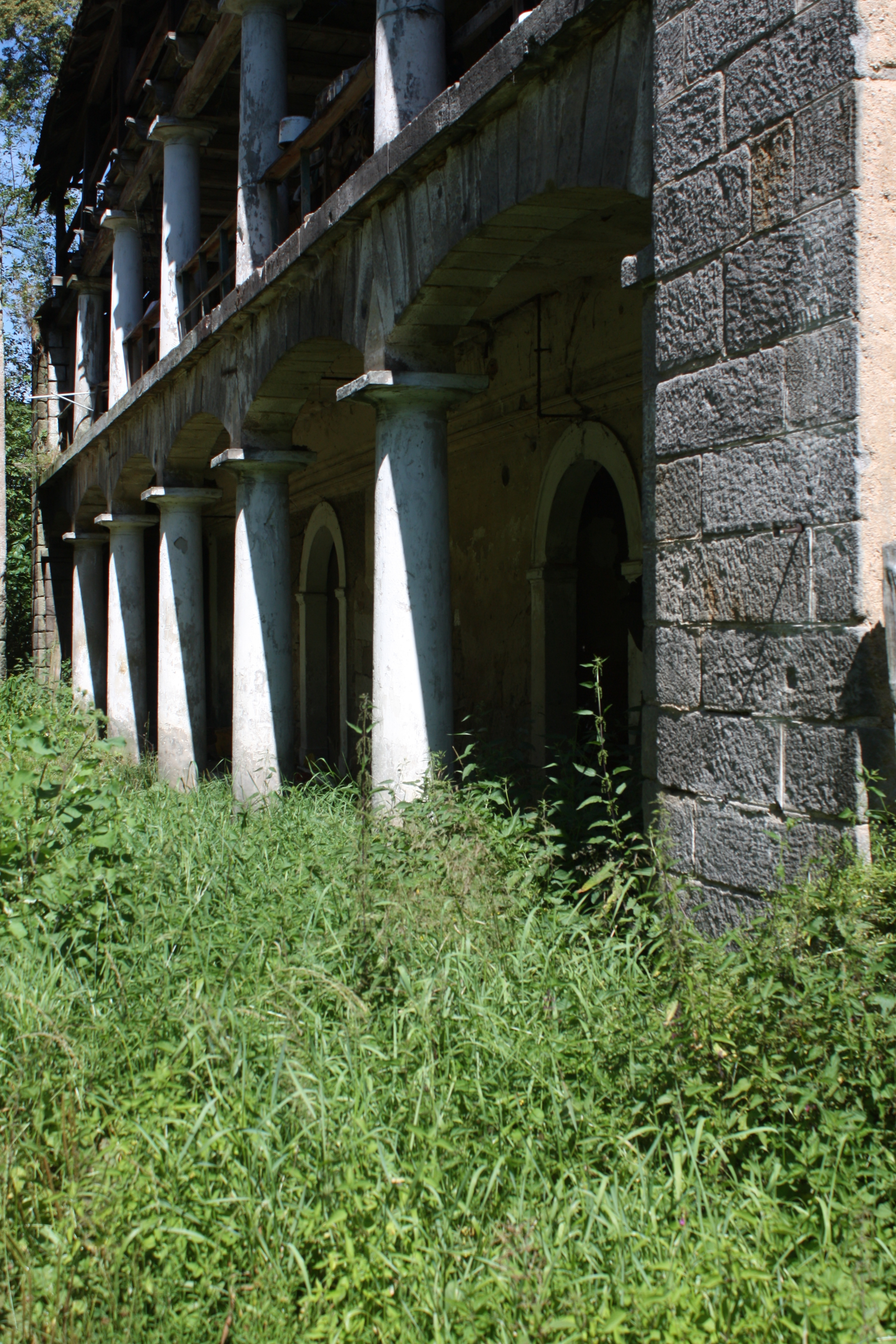
Kavaliershaus
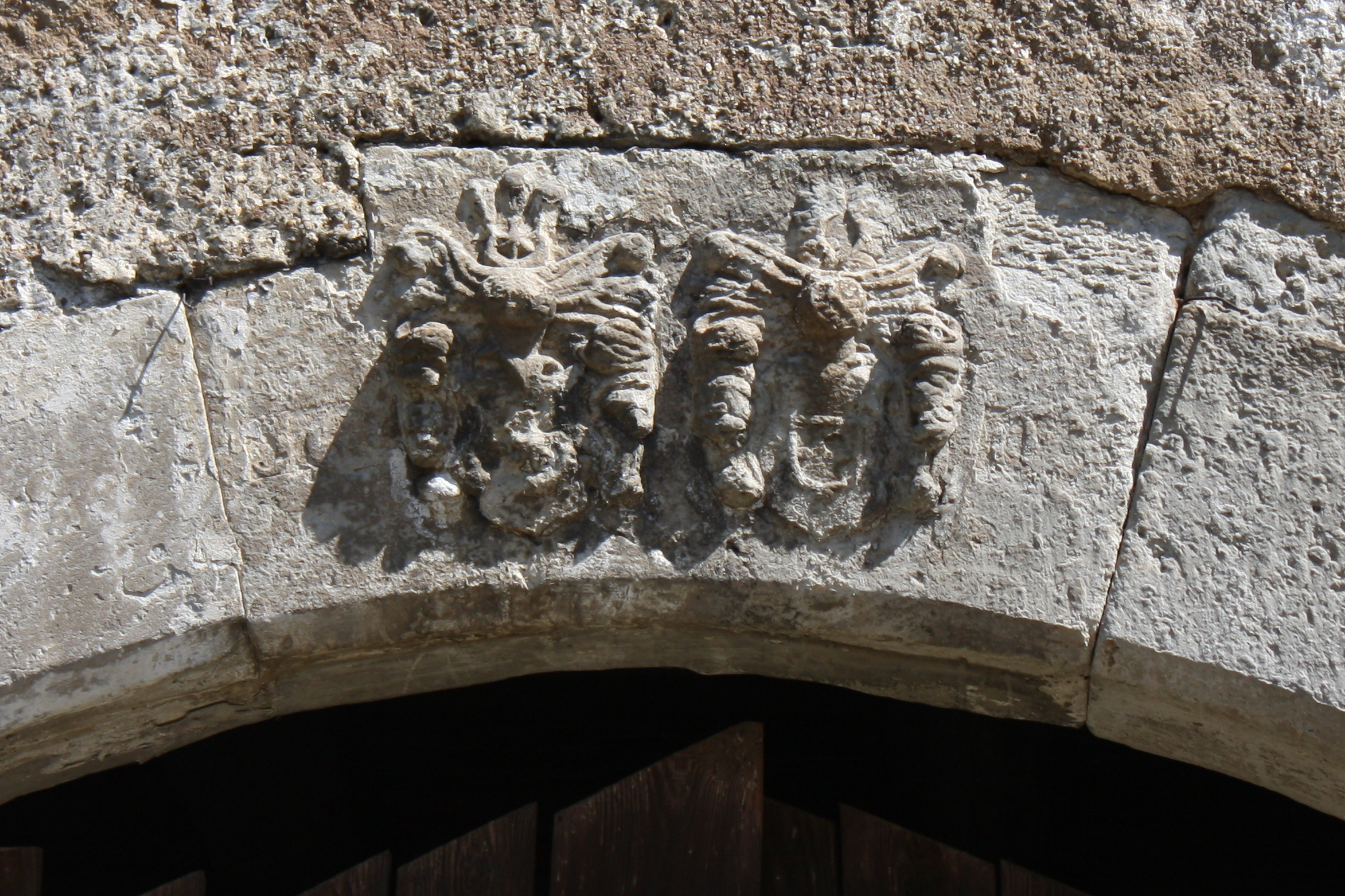
Wappen am Eingang der Schlossruine